# 北海道畜産公社
株式会社北海道畜産公社（ほっかいどうちくさんこうしゃ、英: Hokkaido Livestock Corporation）は、北海道札幌市の食肉加工を行う会社。政府や道内市町村が主要株主である。

## 事業所
- 早来工場 - 勇払郡安平町
- 函館工場 - 函館市
- 上川工場 - 旭川市
- 十勝工場 - 帯広市
- 北見工場 - 網走郡大空町

## 沿革
- 1957年（昭和32年）10月2日 - ホクレン・札幌市・雪印食品の出資により、株式会社札幌畜産公社を設立。
- 1996年（平成8年）10月 - 道内の家畜飼養頭数の減少、経済情勢の変化に対応していくため、道内の7つの畜産公社が合併し、株式会社北海道畜産公社と商号変更。
- 1997年（平成9年）10月 - 株式会社ホクチクファーム設立。
- 2004年（平成16年）6月 - 100％出資子会社として株式会社ホクチクサービス設立。
- 2005年（平成17年）8月 - 持分法適用会社であった株式会社ホクチクファームを増資に伴い連結子会社化。

## かつての道内の7つの畜産公社
- 株式会社札幌畜産公社
- 株式会社北海道畜産振興公社
- 株式会社北見畜産公社
- 株式会社上川畜産公社
- 株式会社函館畜産公社
- 株式会社根室畜産振興公社
- 株式会社十勝畜産公社

## 大株主
- 独立行政法人農畜産業振興機構
- ホクレン農業協同組合連合会
- 全国農業協同組合連合会
- 旭川市
- 安平町
- 北海道
- 帯広市
- 天塩町
- 札幌市
- 函館市

## 関連会社
- 株式会社ホクチクサービス

北海道札幌市中央区北4条西1丁目1共済ビル3F
食肉加工事業を行っている。
- 株式会社ホクチクファーム

北海道釧路郡釧路町字達古武4-5
家畜の繁殖、哺育、肥育、販売を行っている。